# Michael Beckett
Michael Beckett (Solva, 27 de marzo de 1995) es un deportista británico que compite en vela en la clase Laser.
Ganó dos medallas en el Campeonato Mundial de Laser, en los años 2023 y 2024, y cinco medallas en el Campeonato Europeo de Laser entre los años 2018 y 2025.
Participó en los Juegos Olímpicos de París 2024, ocupando el sexto lugar en la clase Laser.

## Palmarés internacional
| \| Campeonato Mundial \| Campeonato Mundial \| Campeonato Mundial \| Campeonato Mundial \| \| Año \| Lugar \| Medalla \| Clase \| \| ------------------ \| ---------------------- \| ------------------ \| ------------------ \| \| 2023 \| La Haya (Países Bajos) \| Medalla de plata \| Laser \| \| 2024 \| Adelaida (Australia) \| Medalla de bronce \| Laser \| \| Campeonato Europeo \| \| \| \| \| Año \| Lugar \| Medalla \| Clase \| \| 2018 \| La Rochelle (Francia) \| Medalla de plata \| Laser \| \| 2020 \| Gdansk (Polonia) \| Medalla de plata \| Laser \| \| 2021 \| Varna (Bulgaria) \| Medalla de oro \| Laser \| \| 2022 \| Hyères (Francia) \| Medalla de plata \| Laser \| \| 2025 \| Marstrand (Suecia) \| Medalla de oro \| Laser \| |                        |                   |       |
| Campeonato Mundial |                        |                   |       |
| Año | Lugar                  | Medalla           | Clase |
| 2023 | La Haya (Países Bajos) | Medalla de plata  | Laser |
| 2024 | Adelaida (Australia)   | Medalla de bronce | Laser |
| Campeonato Europeo |                        |                   |       |
| Año | Lugar                  | Medalla           | Clase |
| 2018 | La Rochelle (Francia)  | Medalla de plata  | Laser |
| 2020 | Gdansk (Polonia)       | Medalla de plata  | Laser |
| 2021 | Varna (Bulgaria)       | Medalla de oro    | Laser |
| 2022 | Hyères (Francia)       | Medalla de plata  | Laser |
| 2025 | Marstrand (Suecia)     | Medalla de oro    | Laser |